# Billy Legg
William Campbell Legg (sinh ngày 17 tháng 4 năm 1948 - mất ngày 10 tháng 8 năm 2022) là một cựu cầu thủ bóng đá, từng thi đấu cho Huddersfield Town và Bradford Park Avenue.
Ông qua đời vào ngày 10 tháng 8 năm 2022, hưởng thọ 74 tuổi.